# Ольягуэ
Ольягуэ (исп. Ollagüe) — посёлок в Чили. Административный центр одноимённой коммуны. Посёлок и коммуна входят в состав провинции Эль-Лоа и области Антофагаста.
Территория — 2 964,0 км². Численность населения — 321 житель (2017). Плотность населения — 0,11 чел./км².

## Расположение
Посёлок расположен в 346 км на северо-восток от административного центра области города Антофагаста.
Коммуна граничит:
- на севере — департамент Потоси (Боливия)
- на востоке — департамент Потоси (Боливия)
- на юге — коммуна Калама
- на западе — коммуна Калама
- на северо-западе — коммуна Пика

## Транспорт
В Ольягуэ расположена одноимённая узловая станция железной дороги Антофагаста-Оруро («Железная дорога из Антофагасты в Боливию»). От главной линии здесь отходит ветка, идущая к расположенным на севере соляным копям. Через посёлок проходит шоссе, соединяющее Антофагасту с боливийскими городами Оруро, Потоси и столицей Боливии Ла-Пасом.

## Демография
Согласно сведениям, собранным в ходе переписи 2017 г Национальным институтом статистики (INE), население коммуны составляет:
| Полное население                          | Полное население                          | Полное население                          | Полное население                          | Полное население                          | 321  |
| ----------------------------------------- | ----------------------------------------- | ----------------------------------------- | ----------------------------------------- | ----------------------------------------- | ---- |
| в том числе:                              | Городское население                       | 0                                         | Процент городского населения, %           | 0                                         |      |
|                                           | Сельское население                        | 321                                       | Процент сельского населения, %            | 100                                       |      |
|                                           | Мужское население                         | 207                                       | Процент мужского населения, %             | 64,49                                     |      |
|                                           | Женское население                         | 114                                       | Процент женского населения, %             | 35,51                                     |      |
| Плотность населения, чел/км²              | Плотность населения, чел/км²              | Плотность населения, чел/км²              | Плотность населения, чел/км²              | Плотность населения, чел/км²              | 0,11 |
| Население коммуны в % к населению области | Население коммуны в % к населению области | Население коммуны в % к населению области | Население коммуны в % к населению области | Население коммуны в % к населению области | 0,05 |

| Динамика изменения населения коммуны | Динамика изменения населения коммуны | Динамика изменения населения коммуны | Динамика изменения населения коммуны |
| ------------------------------------ | ------------------------------------ | ------------------------------------ | ------------------------------------ |
| 1992                                 | 2002                                 | 2012                                 | 2017                                 |
| 443                                  | 318▼                                 | 332▲                                 | 321▼                                 |

## Важнейшие населенные пункты[4]
| № | Населённый пункт | Населённый пункт (исп.) | Категория | Население чел. (2002) | На карте                        |
| - | ---------------- | ----------------------- | --------- | --------------------- | ------------------------------- |
| 1 | Ольягуэ          | Ollagüe                 | поселок   | 240                   | 21°13′28″ ю. ш. 68°15′11″ з. д. |